# Spore Origins
Spore Origins (також Spore Mobile) — це мобільна гра спін-офф Spore, що фокусується на одній фазі ігрового процесу основної гри — клітинній фазі.

## Ігровий процес

Скріншот ігрового процесу

Спрощена гра дозволяє гравцям спробувати вижити як багатоклітинний організм у приливному басейні, з можливістю покращувати свою істоту, як і в основній грі. Основний ігровий процес схожий на Flow. Дизайнер Flow Дженова Чен приписує Віллу Райту натхненням першу демоверсію Spore.[джерело?]
На відміну від повної версії Spore, основна гра триває приблизно годину і розділена на 18 окремих розділів, або 30 розділів у версії для iPhone та iPod touch, де гравець атакує та поїдає інші організми, уникаючи поїдання вищими організмами.
На деяких пристроях рух досягається натисканням клавіш телефону в напрямках сторін світу гри. Інші пристрої також підтримують дотик до екрану для переміщення істоти. Деякі пристрої iPod використовують колесо прокрутки як метод введення, а користувачі iPhone, iPod Touch та iPod Nano можуть використовувати акселерометр. Під час атаки ротом(якщо той присутній) істота з'їдається; комбо для групового поїдання можна досягти за допомогою кнопки OK або центральної кнопки на колесі. Розділ завершується після того, як гравець з'їсть певну кількість ДНК-матеріалу інших життєвих форм.
Кожні три рівні супроводжуються редактором істот, в якому гравець може додати поліпшення до свого організму в чотирьох категоріях: сприйняття, атака, захист і рух. Третій апгрейд у кожній категорії є «суперчастиною». Гравець також розблоковує режим під назвою «Виживання», в якому гравець на одному екрані збирає гранули, ухиляючись від істот.

## Проблеми
IPod Classic мав проблеми з зависанням на початковому екрані завантаження гри у версіях 1.0.x та 1.1.x. Помилки було виправлено, і гру було перевидано 31 серпня 2008 року.

## Відгуки
- Spore Origins iPhone/iPod Touch Review Note: This link now leads to spam.
- Spore Origins Mobile Review

## Нагороди
Під час 12-ї щорічної премії Interactive Achievement Awards Академія інтерактивних мистецтв і наук нагородила Spore Origins званням «Клітинна гра року».